# Liste der Bodendenkmäler in Winhöring
Auf dieser Seite sind die Bodendenkmäler in der oberbayerischen Gemeinde Winhöring zusammengestellt. Diese Tabelle ist eine Teilliste der Liste der Bodendenkmäler in Bayern. Grundlage ist die Bayerische Denkmalliste, die auf Basis des Bayerischen Denkmalschutzgesetzes vom 1. Oktober 1973 erstmals erstellt wurde und seither durch das Bayerische Landesamt für Denkmalpflege geführt wird. Die folgenden Angaben ersetzen nicht die rechtsverbindliche Auskunft der Denkmalschutzbehörde.

## Bodendenkmäler der Gemeinde

### Bodendenkmäler in der Gemarkung Eggen
| Lage             | Objekt                     | Akten-Nr.     | Bild |
| ---------------- | -------------------------- | ------------- | ---- |
| Eggen (Standort) | Siedlung des Neolithikums. | D-1-7741-0152 |      |

### Bodendenkmäler in der Gemarkung Töging am Inn
| Lage                     | Objekt                                              | Akten-Nr.     | Bild |
| ------------------------ | --------------------------------------------------- | ------------- | ---- |
| Töging am Inn (Standort) | Siedlung vor- und frühgeschichtlicher Zeitstellung. | D-1-7741-0031 |      |

### Bodendenkmäler in der Gemarkung Winhöring
| Lage                                      | Objekt | Akten-Nr.     | Bild                                                      |
| ----------------------------------------- | --- | ------------- | --------------------------------------------------------- |
| Winhöring (Standort)                      | Freilandstation des Epipaläolithikums und des Mesolithikums sowie Siedlung der Bronzezeit und der Latènezeit. | D-1-7741-0153 |                                                           |
| Winhöring (Standort)                      | Burgstall des hohen oder späten Mittelalters. | D-1-7741-0159 |                                                           |
| Winhöring (Standort)                      | Siedlung des Neolithikums. | D-1-7741-0184 |                                                           |
| Winhöring (Standort)                      | Siedlung vor- und frühgeschichtlicher Zeitstellung. | D-1-7741-0223 |                                                           |
| Winhöring (Standort)                      | Siedlung vor- und frühgeschichtlicher Zeitstellung. | D-1-7741-0224 |                                                           |
| Winhöring Obere Hofmark 2 (Standort)      | Untertägige mittelalterliche und frühneuzeitliche Befunde im Bereich der katholischen Pfarrkirche St. Peter und Paul in Winhöring mit aufgelassenem Friedhof. Siehe auch: St. Peter und Paul (Winhöring)                                                         | D-1-7741-0225 | Untertägige mittelalterliche und frühneuzeitliche Befunde |
| Winhöring Toerringstraße 1 (Standort)     | Untertägige spätmittelalterliche und frühneuzeitliche Befunde im Bereich von Schloss Frauenbühl in Winhöring und seiner Vorgängerbauten mit zugehörigem Wirtschaftshof, barocken Gartenanlagen und Schloßkapelle Hl. Drei Könige. Siehe auch: Schloss Frauenbühl | D-1-7741-0227 | weitere Bilder                                            |
| Winhöring Landshuter Straße 17 (Standort) | Untertägige spätmittelalterliche und frühneuzeitlichen Befunde im Bereich der katholischen Kirche St. Maria (sog. Feldkirche) bei Winhöring. | D-1-7741-0228 | weitere Bilder                                            |
| Winhöring (Standort)                      | Burgstall des späten Mittelalters (Burgfried). Siehe auch: Turmhügel Burg | D-1-7742-0046 | weitere Bilder                                            |
| Winhöring (Standort)                      | Siedlung vorgeschichtlicher Zeitstellung. | D-1-7742-0199 |                                                           |
| Winhöring (Standort)                      | Untertägige spätmittelalterliche und frühneuzeitliche Befunde im Bereich des Hofmarkschlosses Burg und seiner Vorgängerbauten mit katholischer Schlosskapelle St. Bartholomäus. Siehe auch: Schlosskapelle St. Bartholomäus Burg                                 | D-1-7742-0203 | weitere Bilder                                            |